# Magnus Meinert
Johan Magnus Meinert, född 12 januari 1979 i Tygelsjö, är en svensk sångare och musiker. Meinert fick sitt genombrott som sångare i dansbandet Sannex. Han fick då epitetet "Den nye Magnus Carlsson". Albumet Angelina blev 2003 av tidningen Aftonbladet utsett till ett av årets tio bästa album. 2004 blev han nominerad till Guldklaven i kategorin årets bästa dansband/schlagersångare. År 2005 slutade han i Sannex och tog ett par sabbatsår med studier och jobb som mäklare. Sedan 2011 är han sångare i dansbandet Voize som han även är medgrundare till. Meinert har varit medlem i duon Favoriterna.